# Nom de jungle
Le nom de jungle (ou totem de meute) est le pseudonyme qu'adoptent traditionnellement les responsables d'unités de louveteaux dans les mouvements scouts classiques pour la branche des 8-12 ans. Les cheftaines ou chefs se nomment ainsi "Akéla", "Baloo", "Bagheera", "Chil", "Hathi", "Mang", etc. Ces noms sont en effet tirés de l'œuvre de Rudyard Kipling, et se retrouvent plus spécifiquement dans Le Livre de la jungle.
Chaque personnage a ses spécificités, ce qui conduit le plus souvent les nouveaux responsables à choisir le leur en fonction de leur propre caractère mais aussi de son rôle dans la section (ou meute).
Il est de pratique constante de choisir les personnages porteurs de valeurs positives, telles que le courage, l'amitié et l'entraide. Dès lors, il est exclu de prendre le nom des ennemis de Mowgli : Shere Kan le tigre, Tabaqui le chacal, les Bandar-Log, etc.
Ces noms de jungle sont utilisés dans le cadre des activités scoutes, tant par les chefs que par les louveteaux. En principe, on garde le même pour la durée de son passage dans la section ; exception : un animateur qui devient responsable de section adopte le plus souvent le nom de jungle d'Akela (qui est le loup chef de meute, dans Le Livre de la Jungle).
Les indispensables sont : Akela, Bagheera, Baloo. Puis c'est au tour de Chil, Kaa, Hathi, Frère-Gris, Raksha, Mang, Fao. Par ailleurs certaines coutumes du louvetisme ou du scoutisme font référence à ces noms : festin de Sahi, dent d'Akela (distinction).

## Dans les aventures de Mowgli
| Nom                      | Qui est-ce ? | Caractère | Commentaire, surnom éventuel | Maitre-mot |
| ------------------------ | --- | --- | --- | --- |
| Akela                    | Le chef de la meute des loups | Prends les décisions finales lors du Conseil, Meneur | Chef responsable de la section | Bonne chasse à toi qui garde la loi |
| Baloo                    | L'ours brun qui enseigne la Loi de la Jungle aux louveteaux                                                                                | Sage, juste | Le Docteur de la Loi ; « ours » en hindi. | La jungle est grande, et le loup est petit : il doit savoir se taire et méditer                                                          |
| Kaa                      | Le python des rochers | Expérience, calme, sang-froid | Surnommé "Tête plate" par Mowgli | Cœur brave et langue courtoise te mèneront loin dans la jungle                                                                           |
| Hathi                    | C'est le Maître de la Jungle, et le seul à pouvoir décider de la Trêve de l'eau                                                            | Ponctuel, régulier, sage | « Éléphant » en hindi. Dans certaines associations scoutes ce nom revient d'office au chef de groupe (animateur d'unité).                                                                                      | Chasse pour ta faim et non pour ton plaisir car la rivière est là pour y boire, et non pour la salir                                     |
| Bagheera                 | La panthère noire qui enseigne la chasse à Mowgli, après avoir offert un buffle au Peuple Libre pour que Mowgli soit accepté dans la Meute | Courageux | « Panthère » en hindi. Les associations qui pratiquent la diarchie (partage des responsabilités entre hommes et femmes dans les meutes mixtes), appellent Akela et Bagheera le couple responsable de la meute. | Œil qui perce la nuit, patte qui sans laisser de trace, fui                                                                              |
| Frère-Gris               | Un des quatre frères de tanière de Mowgli                                                                                                  | Loyal, il enfreindra les Lois de la Jungle pour aider Mowgli | * | Ta chasse est ma chasse, ton gîte est mon gîte et ton dernier combat sera le mien                                                        |
| Chil                     | Le vautour (un milan dans la version originale)                                                                                            | Serviable, chanteur, protecteur | Porte aussi le nom de "Rann" | Nous sommes du même sang toi et moi |
| Ferao                    | Pic-vert | Enjoué, gai, chanteur | * | Chante même dans les difficultés |
| Rama                     | Le chef des buffles | Force | * | Force et sagesse seront tes compagnons de route                                                                                          |
| Keshava                  | un loup noir, frère de Singh, de Mowgli et de Frère-Gris.                                                                                  | calme, intelligent, discret, respect | * Keshava est d'une grande sagesse et se refuse à toute forme de violence. | En tout ce que la loi ne dit pas, la parole du chef fait loi                                                                             |
| Mang                     | Chauve-souris | Discrète, obéissante et silencieuse | * | "Je vois tout, je sais tout, j'entends tout"                                                                                             |
| Petit Peuple des Rochers | Les abeilles | Collaboration et entraide | * | * |
| Phao                     | Le loup qui succéda à Akela à la mort de celui-ci                                                                                          | Courageux et loyal | Fils de Phaona, le Traqueur Gris | Grandis avec la meute, pour un jour, la faire grandir                                                                                    |
| Phaona                   | Louve, mère de Phao | * | Traqueur gris (fonction ?) au temps où Akéla guidait la meute | * |
| Raksha                   | La louve qui recueille Mowgli | Ténacité | Surnommée « le démon » pour sa férocité envers qui essaie de lui ravir ses enfants | Sous ma protection, tu grandiras |
| Shere Khan               | Le tigre | Brutal et coléreux | L'ennemi de Mowgli ; son surnom Lungri signifie Le Boiteux | * |
| Tabaqui                  | Le chacal | Furtif et malicieux | Colporteur de rumeurs | * |
| Won-tolla                | Le loup indépendant, capable de chasser seul pour nourrir sa famille, bien qu'il n'ait que 3 pattes.                                       | Débrouillard, endurant et spontané | "Loup-Franc" | "Telle votre patte il me manque, mon expérience il vous manque". Il vengera sa famille tuée par les dholes en s'alliant au Peuple Libre. |
| Mor                      | Le paon | Orgueilleux et élégant | * | * |
| Sahi                     | Le porc-épic | Doux, affectueux, solitaire, débrouillard, difficile quant à sa nourriture, toujours au courant de toutes les histoires de la Jungle, qu'il a tendance à déformer. | | Le Second Livre de la jungle, Chap. "Comment vint la crainte"                                                                            |
| Jacala                   | Le crocodile qui vit dans la Waingunga | * | * | Le Second Livre de la jungle, Chap. "Chien rouge"                                                                                        |
| Mysa                     | Le buffle sauvage, fils de Rama | * | | Le Second livre de la jungle, Chap. "La course du printemps"                                                                             |
| Thuu                     | Cobra blanc géant | "Vieille souche desséchée" | | Le Second livre de la jungle, Chap. "L'Ankus du roi"                                                                                     |
| Oo                       | Tortue | Lenteur | | Le Second livre de la jungle, Chap. "La course de printemps"                                                                             |

## Dans le reste duLivre de la Jungle( noms interdits de prendre comme nom de jungle par les chefs louveteaux)
| Nom             | Qui est-ce ?                                                                  | Traits de caractère | Dans quelle histoire?                              |
| --------------- | ----------------------------------------------------------------------------- | --- | -------------------------------------------------- |
| Darzee          | L'oiseau écervelé, une espèce de Bergeronnette                                | Aucune mémoire, ne réfléchit pas aux conséquences de ses actes, dans son "Author's note on the Names in the Jungle Book", R Kipling signifie que le mot se prononce "dar-zy" et veut dire "tailleur" en un dialecte indien, parce que cette espèce de bergeronnette tisse son nid aux branches. | "Rikki-tikki-tavi"                                 |
| Kotick          | Le phoque blanc                                                               | Aventurier, ami de la nature | "Le phoque blanc"                                  |
| Rikki Tiki Tavi | La mangouste tueuse de serpent                                                | Spontanée, battante, gaie | "Rikki-tikki-tavi" Maitre-mot : Cherches et trouve |
| Sea Catch       | Un phoque, le père de Kotick                                                  | * | "Le phoque blanc"                                  |
| Chuchundra      | Le rat musqué qui vit discrètement dans la maison des humains pour se nourrir | * | "Rikki-tikki-tavi"                                 |
| Chikaï          | Rat sauteur                                                                   | * | Le Second livre de la jungle, Chap. "Chien rouge"  |

## Origine autre
| Nom       | Qui est-ce? | Commentaire, surnom | Dans quelle histoire ?                                           |
| --------- | --- | --- | ---------------------------------------------------------------- |
| Oonaï     | Loup | * | *                                                                |
| Thâ       | le tout premier éléphant | Juste | Le Second livre de la jungle, Chap. "Comment vint la crainte"    |
| Shada     | Pélican | * | *                                                                |
| Nag       | Cobra | Ennemi de Rikki. Sous la coupe de Nagaina, sa femelle. | Rikki-Tikki-Tavi                                                 |
| Ko        | Corneille | * | Le second livre de la Jungle, Chap. "Chien rouge"                |
| Sona      | L'ours de l'Himalaya | Bourru et soupçonneux au premier abord, il se révèle ensuite être curieux et aimer les chansons d'ours. Il aide Purun Bhagat à prévenir le village lorsque la montagne s'écroule et parvient à sauver la population de l'ensevelissement. Son maître mot est : "D'un air boudeur aux premiers abords, tends moi la patte et tu trouveras un trésor". | Le second livre de la jungle, Chap. "Le miracle de Purun Bhagat" |
| Suggeema  | Moustique | * | *                                                                |
| Ahdeek    | Renne | * | *                                                                |
| Dahinda   | Grenouille | * | *                                                                |
| Keego     | Poisson | * | *                                                                |
|           | | |                                                                  |
| Keneu     | Aigle | * | "La lumière qui s'éteint" (1891), Chap. XII                      |
| Pukeena   | Sauterelle | * | *                                                                |
| Shaw-shaw | Hirondelle | Grand voyageur. Aime les randonnées et explorer les bois. Virevoltant. | *                                                                |
| Singum    | Lion | * | *                                                                |
| Lardaki   | Louve | * | "Les Loups du Panjur"                                            |
| Tegumaï   | Le loup blanc aux yeux rouges, chef de la Meute des Loups du Panjur. Il inspirera dans un premier temps la méfiance du Peuple Libre, mais démontrera par après qu'il ne faut pas se fier aux apparences en aidant Frère Gris à survivre après que celui-ci sera tombé d'une falaise. | Humble. Compagnon de Lardaki. | "Les Loups du Panjur"                                            |

## Personnages humains
| Nom          | Qui est-ce ?                                                       | Dans quelle histoire ?                                  |
| ------------ | ------------------------------------------------------------------ | ------------------------------------------------------- |
| Tegumaï      | *                                                                  | Histoires comme ça, "Comment naquit la première lettre" |
| Petit Toomaï | cornac                                                             | Le livre de la jungle, Chap. "Toomaï des éléphants"     |
| Grand Toomaï | cornac (le père de Petit Toomaï)                                   | Le livre de la jungle, Chap. "Toomaï des éléphants"     |
| Messua       | mère adoptive de Mowgli, nostalgique de la mort de son fils Nathoo | Le livre de la jungle                                   |
| Kamya        | jeune garçon, garde les buffles avec Mowgli                        | Le livre de la jungle, Au tigre, au tigre!              |
| Buldéo       | chasseur                                                           | Le livre de la jungle, Chap. "Au tigre, au tigre!"      |
| Kim          | *                                                                  | Kim (1901)                                              |